# Liste der Nummer-eins-Hits in Neuseeland (1966)
Diese Liste enthält alle Nummer-eins-Hits in Neuseeland im Jahr 1966. Es gab in diesem Jahr 14 Nummer-eins-Singles.
| Singles |
| --- |
| - Herman’s Hermits – A Must to Avoid - 2 Wochen (25. März – 7. April) - Nancy Sinatra – These Boots Are Made for Walkin’ - 2 Wochen (8. April – 21. April) - The Beatles – Michelle - 1 Woche (22. April – 28. April, insgesamt 2 Wochen) - Simon & Garfunkel – Homeward Bound - 1 Woche (29. April – 5. Mai, insgesamt 4 Wochen) - The Beatles – Michelle - 1 Woche (6. Mai – 12. Mai, insgesamt 2 Wochen) - Simon & Garfunkel – Homeward Bound - 3 Wochen (13. Mai – 2. Juni, insgesamt 4 Wochen) - The Kinks – Dedicated Follower of Fashion - 5 Wochen (3. Juni – 7. Juli) - The Beatles – Paperback Writer - 3 Wochen (8. Juli – 28. Juli) - Manfred Mann – Pretty Flamingo - 3 Wochen (29. Juli – 18. August) - The Lovin’ Spoonful – Daydream - 3 Wochen (19. August – 8. September) - The Troggs – Wild Thing - 2 Wochen (9. September – 22. September) - The Beatles – Yellow Submarine - 3 Wochen (23. September – 13. Oktober) - The Beatles – Eleanor Rigby - 1 Woche (14. Oktober – 20. Oktober) - The Troggs – With a Girl Like You - 2 Wochen (21. Oktober – 10. November) - Tommy Roe – Sweet Pea - 2 Wochen (11. November – 24. November) - Peter & Gordon – Lady Godiva - 2 Wochen (25. November – 14. Dezember) - The Hollies – Stop! Stop! Stop! - 3 Wochen (15. Dezember 1966 – 4. Januar 1967) |